# Хуссейн, Закир (хоккеист на траве)
Закир Хуссейн (урду ذاکِر حسین‎, англ. Zakir Hussain, 1 января 1934, Лахор, Британская Индия — 19 августа 2019) — пакистанский хоккеист (хоккей на траве), вратарь. Олимпийский чемпион 1968 года, серебряный призёр летних Олимпийских игр 1956 года.

## Биография
Закир Хуссейн родился 1 января 1934 года в индийском городе Лахор (сейчас в Пакистане).
В 1956 году вошёл в состав сборной Пакистана по хоккею на траве на Олимпийских играх в Мельбурне и завоевал серебряную медаль. Играл на позиции вратаря, провёл 5 матчей, пропустил 4 мяча (два от сборной Великобритании, по одному — от Новой Зеландии и Индии).
В 1958 и 1962 годах в составе сборной Пакистана стал чемпионом летних Азиатских игр в Токио и Джакарте.
В 1968 году вошёл в состав сборной Пакистана по хоккею на траве на Олимпийских играх в Мехико и завоевал золотую медаль. Играл в поле, провёл 9 матчей, пропустил 5 мячей (три от сборной Австралии, по одному — от Великобритании и Кении).
В 1954—1968 годах провёл за сборную Пакистана 84 матча.
Умер 19 августа 2019 года. Похоронен в городе Вах.